# تشارلز ر. شفاب
تشارلز ر. شفاب (بالإنجليزية: Charles R. Schwab)‏ هو شخصية أعمال أمريكي، ولد في 29 يوليو 1937 في ساكرامنتو في الولايات المتحدة.

## وصلات خارجية
- تشارلز ر. شفاب على موقع إن إن دي بي (الإنجليزية)